# Nic Offer
Nic Offer (1972) è un cantante e musicista statunitense, componente del gruppo indie rock !!!.